# Huis Orléans
Het huis Orléans is de naam die gebruikt werd door verschillende takken van het koningshuis van Frankrijk, die allemaal afstamden uit de rechtmatige mannelijke lijn van de stichter van de dynastie, Hugo Capet. Het werd een traditie voor het hertogdom Orléans  tijdens het ancien régime van Frankrijk om geschonken te worden als een apanage aan een jongere (meestal de tweede overlevende) zoon van de koning. Terwijl elke tak van de Orléans dus afstamde van een ondergeschikte prins, waren ze toch altijd onder de dichtste relaties in de mannelijke lijn van de koning, waarbij ze soms streefden naar de troon en hier soms zelfs in slaagden.
De laatste tak die de hertogelijke titel droeg, stamde af van Hendrik van Bourbon, hertog van Vendôme (Hendrik IV van Frankrijk), die koning werd (in naam) in 1589, en staat soms bekend als het huis Bourbon-Orléans. Van 1709 tot de Franse Revolutie waren de hertogen van Orléans de volgende in lijn om de Franse troon te bestijgen na de leden van de grootste hoofdtak van het huis Bourbon, die afstamden van Lodewijk XIV. De jongere broer en jongere zoon van Lodewijk XIII werden het hertogdom toegekend achtereenvolgens in 1626 en 1660, en omdat ze gelijktijdige levende afstammelingen hadden, waren er eigenlijk twee takken Bourbon-Orléans aan het hof tijdens de heerschappij van Lodewijk XIV.
De oudste van deze takken bestond uit Gaston van Orléans, de jongere zoon van Hendrik IV, en de vier dochters van zijn twee huwelijken. Het jongste en laatste Huis Orléans stamde af van Filips van Orléans, de jongere broer van Lodewijk XIV (die, als zodanig, aan het hof simpelweg bekendstond als Monsieur). Hoewel de directe afstammelingen van Lodewijk XIV de troon behielden, floreerden de afstammelingen van zijn broer Filips tot het einde van de Franse monarchie, hielden de kroon van 1830 tot 1848, en bestaan nog steeds als pretendenten.